# NK 올림피야 류블랴나
NK 올림피야 류블랴나(슬로베니아어: Nogometni klub Olimpija Ljubljana)는 슬로베니아의 프로 축구 클럽으로, 류블랴나에 위치해 있으며 슬로베니아 축구 리그 시스템의 최상위 디비전인 슬로베니아 프르바리가에서 경쟁하고 있다. 그들은 세 번의 슬로베니아 프르바리가 타이틀과 네 번의 슬로베니아 컵에서 우승했다.
올림피야의 별명은 "녹색과 흰색"(슬로베니아어: Zeleno-beli)으로, 이들의 주요 색상을 의미하며, "용"(슬로베니아어: Zmaji)은 류블랴나의 상징이자 도시의 문장과 클럽의 문장에 표현된 용을 의미한다. 그들의 주요 라이벌은 NK 마리보르이며, 이들은 영원한 더비에 참가한다.

## 역사

### 창설
올림피야 류블랴나는 2005년 3월 2일, NK 베지그라드라는 이름으로 창단되었으며, 세 번째 시즌 동안 NK 올림피야 베지그라드로 이름이 변경되었다. 클럽은 2008년 3월 3일, 류블랴나 시 행정 부서로부터 권리를 부여받은 후 다시 SHD NK 올림피야 류블랴나로 이름이 변경되었다. 클럽은 2004-05년 시즌 이후 파산하여 해체된 슬로베니아 챔피언 올림피야의 연속으로 간주한다. 법적으로 올림피야 류블랴나는 슬로베니아 축구 협회에서 취급하는 별개의 클럽이다.

## 클럽 색상 및 키트
클럽이 창단된 이래로 올림피야는 해산된 올림피야의 주요 색상이기도 한 녹색과 흰색의 조합으로 경기를 해왔다. 오늘날 클럽은 집에서는 녹색 키트를, 원정에서는 흰색 키트를 사용한다. 세 번째 키트는 보통 검은색 또는 회색이다. 2022년 6월부터 키트 제조업체는 푸마이다.

## 경기장

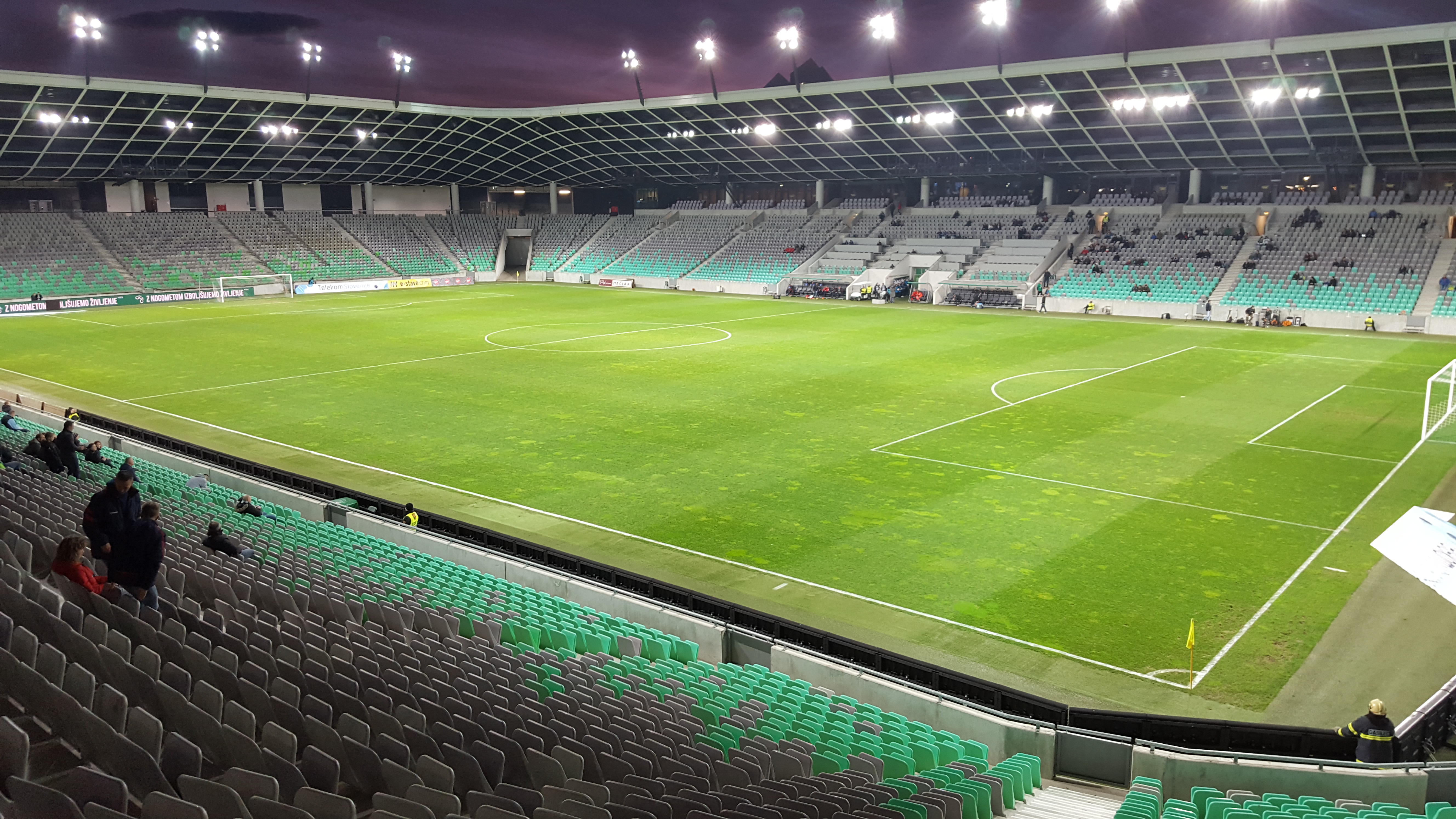
스타디온 스토지체

스타디온 스토지체는 류블랴나에 위치한 축구 경기장으로, 16,038석의 좌석을 수용할 수 있다. 이 경기장은 사다르 + 부가 건축국에 의해 설계되었으며 슬로베니아에서 가장 큰 축구 경기장이다. 2010년 8월에 개장했으며 도심 북쪽의 베지그라드구에 위치해 있다. 실내 경기장과 함께 스토지체 스포츠 파크의 일부이기도 한다. 이 경기장에는 558개의 VIP 좌석과 97개의 장애인 전용 좌석이 있다. 올림피야는 2010년 8월 22일 새로운 경기장에서 코페르와의 리그 경기에서 7,000명의 관중 앞에서 첫 경기를 치렀다.  홈 관중 수는 2014년에 15,972명이 모여 잉글랜드 프리미어리그 클럽 첼시와의 친선 경기를 관람했다. 이 경기장은 슬로베니아 축구 국가대표팀의 홈 경기뿐만 아니라 음악 콘서트와 같은 많은 문화 행사의 주요 장소로도 사용되고 있다.

## 선수 명단

### 현역
참고: FIFA 자격 규정에 따라 소속된 국가대표팀 국기를 표시합니다. 선수는 복수의 FIFA 비회원국 국적을 가지고 있을 수 있습니다.
| 번호 | 포지션 | 국적       | 이름          |
| ---- | ------ | ---------- | ------------- |
| 6    | MF     | 나이지리아 | 피터 아그바   |
| 37   | FW     |            | 페드루 루카스 |

| 번호 | 포지션 | 국적 | 이름 |
| ---- | ------ | ---- | ---- |

## 역대 감독
| 감독                  | 임기      |
| --------------------- | --------- |
| 브란코 스탄코비치     | 1963~1964 |
| 브란코 오블라크       | 1994~1995 |
| 브란코 오블라크       | 2002~2003 |
| 프리모시 글리하       | 2005~2007 |
| 브란코 오블라크       | 2009~2010 |
| 루카 엘스네르         | 2016~2017 |
| 이고르 비슈찬         | 2017~2018 |
| 사보 밀로셰비치       | 2021      |
| 로베르트 프로시네치키 | 2022      |
| 알베르트 리에라       | 2022~2023 |
| 빅토르 산체스 델 아모 | 2024~     |